# Gibson ES-150
Gibson ES-150 – gitara elektryczno-akustyczna produkowana przez amerykańską firmę Gibson Guitar Corporation od 1935 roku. 
Gitara ta osiągnęła wielką popularność. Od początku sprzedawała się w dużych ilościach. Jednymi z pierwszych posiadaczy byli Charlie Christian, gitarzysta big bandu Benny'ego Goodmana i jego przyjaciel, bluesman T-Bone Walker. Christian praktycznie z dnia na dzień awansował na frontmana w orkiestrze, definiując brzmienie gitary jazzowej na całe następne dziesięciolecie. T-Bone Walker stał się wzorem dla bluesmanów oraz gitarzystów rockowych.

## Budowa
Jest to gitara z pudłem rezonansowym, z charakterystycznymi dla instrumentów smyczkowych otworami po obu stronach nasady gryfu. Posiadała też zestaw przetworników nowej konstrukcji.
Mimo niewątpliwego sukcesu, ES-150 sprawiała pewne problemy: powstawały niepożądane wibracje, przydźwięki, sprzężenia zwrotne i inne wady dźwięku. Inżynierowie Gibsona mieli kłopot z identyfikacją ich źródeł. Ostatecznie poradzono sobie z problemem wraz z nowym modelem Gibson ES-335 zmniejszając pudło rezonansowe (tworząc tzw. "półpudło").